# Церковь Святого Вальфрида
Церковь Святого Вальфрида (нидерл. Walfriduskerk) — культовое сооружение, расположенное в городе Бедюм, Нидерланды. Посвящено святому Вальфреду. Построено около 1050 года.

## История
Когда Бедюм стал местом паломничества, из-за расположенных в нём могил христианских мучеников Вальфрида и Радфрида, были построены две церкви, первоначально деревянные. Впоследствии они были заменены на каменные и кирпичные, при этом церковь Святого Вальфрида в XVI веке подверглась значительному улучшению из-за её регионального значения как паломнической церкви. От часовни Радфрида ничего не осталось за исключением её подземной части, церковь Святого Вальфрида же не сумела сохраниться в хорошем состоянии из-за спада в количестве паломников после XVI века.

## Описание
Примерно в 1050 году начались работы над сооружением крестообразной базилики с тремя нефами в романском стиле, которые были завершены лишь в XII веке. От этой церкви осталась только башня. Следы арок указывают на то, что эта башня первоначально была частью западной стены, с пространствами, обрамлявшими башню с обеих сторон, которые, однако, просуществовали недолго и были снесены. Башня наклоняется над поверхностью земли больше, чем любая другая башня в Нидерландах. Утверждается, что угол её наклона даже больше, чем у Пизанской башни.
От первоначального нефа сохранилось лишь несколько колонн и небольшой участок стены. Примерно в 1484 году церковь была перестроена в двухнефный зальный храм. Южный боковой проход был заменён на новый в готическом стиле, который имел ту же высоту и ширину, что и неф. Южный трансепт был обновлён в том же стиле и полностью встроен в боковой проход. К северной стороне церкви был пристроен либо нижний боковой придел, либо ряд часовен. Незавершённая часть трансепта всё ещё различим. В первые десятилетия XVI века был возведён новый готический хор с деамбулаторием, пригодный для пользования церковью капитулом. Он был разрушен протестантами около 1600 года. Примерно в тот же период стены северного трансепта были частично перестроены. Впоследствии вся северная стена была перестроена.
Наклон башни был проблемой в течение длительного времени. В XVII веке к ней были пристроены контрфорсы, замена которых требовалась примерно в 1800 году. Они были вновь снесены в 1850-х годах. Во время реставрации, проходившей в 1953-1958 годах, было найдено более надёжное решение проблемы наклона башни путём появления подземного противовеса. Так же в ходе этой реставрации ромбовидная крыша заменила плоскую, покрывавшую башню с тех пор, как пожар уничтожил её шпиль в 1911 году.